# Leszek Doliński
Leszek Doliński (Koszalin, 29 giugno 1956) è un ex cestista, allenatore di pallacanestro e dirigente sportivo polacco.

## Carriera
Con la Polonia ha disputato i Giochi olimpici di Mosca 1980.